# ناندوز
ناندوز هي سلسلة مطاعم جنوب أفريقية متخصصة في المطبخ البرتغالي والأفريقي ويعد طبق الدجاج المشوي بصوص البيري بيري أشهر أطباقهم.تأسس المطعم في جوهانسبرغ عام 1987 ويمتلك حالياً أكثر من ألف فرع في 35 دولة.